# Kyla Graham

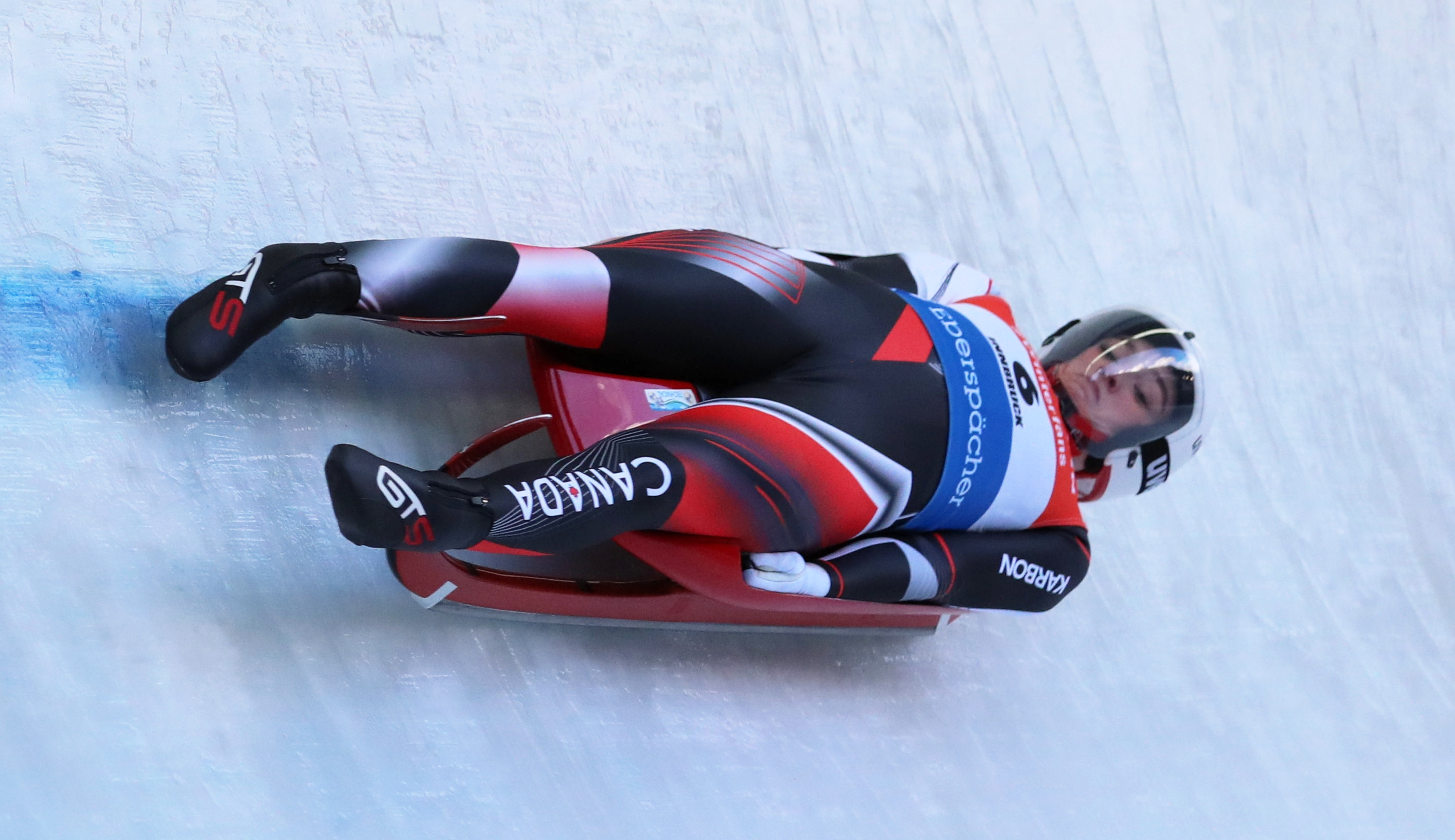
La Graham in gara a Innsbruck nel 2018

Kyla Marie Graham (20 febbraio 1998) è una slittinista canadese.

## Biografia
Ha iniziato a gareggiare per la nazionale canadese nelle varie categorie giovanili nella specialità del singolo, ottenendo un secondo posto nella classifica finale della Coppa del Mondo giovani nella stagione 2014/15, mentre ai campionati mondiali juniores è giunta sesta a Winterberg 2016.
A livello assoluto ha esordito in Coppa del Mondo nella stagione 2018/19, il 24 novembre 2018 a Innsbruck, piazzandosi al 27º posto nel singolo; ha conquistato il primo podio il 1º dicembre 2018 a Whistler, dove fu terza nella gara a squadre con i compagni Reid Watts, Tristan Walker e Justin Snith. In classifica generale, come miglior piazzamento, è giunta al trentaseiesimo posto nel singolo nel 2018/19.

## Palmarès

### Coppa del Mondo
- Miglior piazzamento in classifica generale nel singolo: 36ª nel 2018/19.
- 1 podi (nelle gare a squadre):
  - 1 terzo posto.

### Coppa del Mondo juniores
- Miglior piazzamento in classifica generale nel singolo: 8ª nel 2016/17.

### Coppa del Mondo giovani
- Miglior piazzamento in classifica generale nel singolo: 2ª nel 2014/15.